# Massospondylus
Massospondylus ( do latim "vértebras maciças") foi um gênero de dinossauro herbívoro e quadrúpede que viveu no início do período Jurássico. Sua espécie tipo é o Massospondylus carinatus. Media em torno de 4 metros de comprimento e pesava algo entre 3,5 e 6 toneladas.
O Massospondylus viveu na África e seus fósseis foram encontrados em muitos países, como África do Sul, Zimbábue e Namíbia, há fortes indícios de que também tenham vivido na América do Norte. No total já foram encontrados fósseis de pelo menos 60 espécimes de Massospondylus.
O Pachyspondylus orpenii, espécie nomeada por Richard Owen em 1854,  e o Massospondylus carinatus eram na verdade uma única espécie, com isso os achados de Pachyspondylus foram reclassificados e renomeados como sendo membros da espécie Massospondylus carinatus. Consequentemente a espécie Pachyspondylus orpenii deixou de existir.[carece de fontes?]

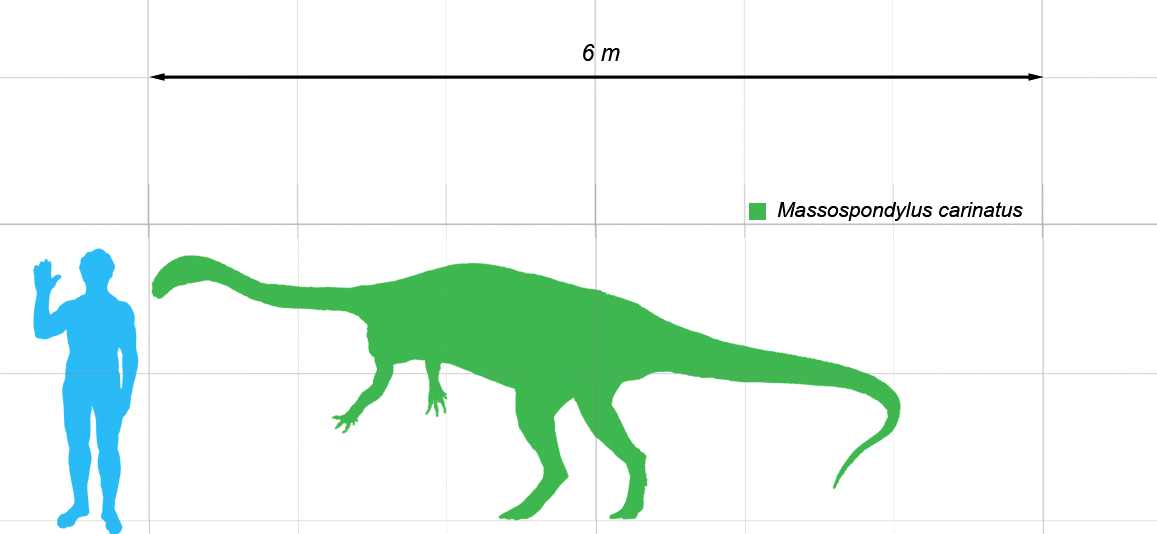
A comparação do tamanho dum Massospondylus com o tamanho do humano

## Outras espécies
- Massospondylus hislopi (Não confirmado)